# Алидози, Аццо
Аццо Алидози (Azzo Alidosi) (ум. 1372) — сеньор Имолы с 1362.
Сын Роберто Алидози.
В 1360—1361 сеньор Фермо. В 1362 г. наследовал отцу в качестве сеньора Имолы. Его соправителем был брат - Бертрандо.
В 1365 г. братья Алидози по жалобе жителей были изгнаны из Имолы кондотьером Ринальдо Булгарелли по приказу папского легата кардинала Альборноса. Некоторое время Аццо провёл в заключении в Болонье. 
После смерти Альборноса (1367) Аццо восстановил свою власть и вместе с братом получил от папы Урбана V титул папского викария с условием ежегодной уплаты тысячи флоринов.
Первая жена — Ренгарда Манфреди из рода правителей Фаэнцы, вторая жена — Маргарита ди Гульельмо ди Кастельбарко (за неё получил в приданое тысячу золотых дукатов). О детях ничего не известно.